# محمد بوراس
محمد بوراس (26 فبراير 1908 مليانة – 27 مايو 1941 حسين داي) هو مؤسس الكشافة الإسلامية الجزائرية.

## سيرة
ولد يوم 26 فبراير 1908 بمدينة مليانة من عائلة فقيرة، كان أبوه يعمل بناءً بالمدينة، دخل الكتاتيب القرآنية ودخل المدرسة الابتدائية الفرنسية بمسقط رأسه سنة 1915 بمدرسة موبورجي، وفي نهاية التعليم الابتدائي وبعد الامتحان للشهادة الابتدائية وبقرار من المدير طرد من المدرسة.
التحق بعد ذلك بمدرسة الفلاح بمليانة وهذا لإتمام دراسته باللغة العربية وفي سنة 1922 انظم للجمعية الرياضية لألعاب القوى ثم تخصص في كرة القدم وأصبح عضوا لامعا في فريق مليانة لكرة القدم. في سنة 1926 توجه إلى الجزائر العاصمة بالحراش أين وجد وظيفته بالبحرية العسكرية سنة 1930، بعد أن عمل في مطحنة للحبوب أين تعلم الضرب على الآلة الراقنة ثم انضم إلى فريق مولودية الجزائر.

## تأسيس الكشافة الإسلامية الجزائرية
لم ينس بوراس إكمال تعلمه باللغة العربية واِنضم إلى نادي الترقي في سنة 1935، السنة التي أسس محمد بوراس فيها فوج «الفلاح» بالقصبة.

شعار الكشافة

في سنة 1939 نظم القائد محمد بوراس التنظيم الفدرالي بالجزائر بمثابة اللبنة الأولى للفدرالية الكشفية الإسلامية الجزائرية، دعي فيه جميع الأفواج الكشفية المستقلة على مستوى الوطن إلى الاتحاد وتشكيل تنظيم وطني واحد وبعد تلبية ندائه من طرف الأفواج تم تنظيم المؤتمر التأسيسي في يوليو 1939 بالحراش – الجزائر العاصمة- وكان من نتائج المؤتمر ميلاد الكشافة الإسلامية الجزائرية كمنظمة وطنية وانتخب محمد بوراس رئيسا لها.
بالإضافة إلى التحاقه بمولودية الجزائر سنة 1928 م، وقد ساهم في فوز الفريق ببطولة القسم الثاني والصعود إلى القسم الأول سنة 1932 م.

## كفاحه
لقد كان محمد بوراس مقتنعا بان الكفاح من أجل الحرية لا يمكن أن يكون إلا بـتعليم الشّعب وتوعيته ولذلك قرر أن يقوم بتربية الشبيبة عن طريق الكشافة.
بعد هزيمة الجيش الفرنسي في يونيو 1940 اعتقد أغلب الوطنيين بأن ساعة التحرير قد حلت وكان محمد بوراس من هؤلاء بل كان على يقين من ذلك إلى درجة أنه كان يظن لحسن نيته أنه يكفي السعي القليل لتحرير البلاد من رقابة المستعمر وكان هذا الجهد القليل يتمثل في نظره في القيام بانتفاضة مسلحة، وكان لابد له من الحصول على أسلحة بعدما اتفق مع بنو مناصر سكان جبال زكار الذين أكدوا له استعدادهم للقيام بذلك إن هو زودهم بالأسلحة والذخيرة اللازمة.
ومن هذا جاءت فكرة الاتصال بألمانيا واغتنم محمد بوراس فرصة طلب اتحادية الكشافة الفرنسية منه بأن يضم الأفواج الجزائرية لها وإلا يسحب منها الاعتراف فقرر التنقل إلى مدينة فيشي بفرنسا للتفاوض مع قيادة الكشافة الفرنسية قصد الاعتراف بالكشافة الإسلامية الجزائرية كمنظمة قائمة بذاتها كباقي المنظمات الكشفية الأخرى.
وفي 26 أكتوبر 1940 حل محمد بوراس في مدينة فيشي وكان هدفه الحقيقي الاتصال بالألمان للحصول على الأسلحة ولكن خابت آماله لأنه لم يحصل منهم إلا على وعود غامضة وتوصيته للتوجه إلى اللجنة الألمانية بالجزائر العاصمة.
وبعد عودته إلى الجزائر ظل تحت المتابعة والمراقبة من طرف مصالح الاستخبارات الفرنسية هذا ما دفعه إلى تقديم استقالته من المنظمة في 16 مارس 1941 لإبعاد أي شبهة عن المنظمة في حالة إلقاء القبض عليه.

## القبض عليه
ألقت مصالح مكافحة التجسس الفرنسية المكتب الثاني القبض عليه في 8 مايو 1941 أمام فندق السفير بالجزائر، وبعد أيام من التعذيب والاستنطاق أُحيل على المحكمة العسكرية يوم 14 مايو 1941 ليصدر في حقه حكما بالإعدام بسبب اتهامه بعلاقته بألمانيا النازية

## إعدامه
في فجر 27 مايو 1941 نفذ فيه حكم الإعدام رميا بالرصاص في الميدان العسكري بالخروبة.

## تكريم
- إطلاق اسم الشهيد «محمد بوراس» على  متحف الكشاف بولاية الجلفة.[5]

## مؤلفات عنه
- سليمة كبير. محمد بوراس : مؤسس الكشافة الإسلامية الجزائرية. المكتبة الخضراء. ISBN:978-9947-25-198-0. OCLC:1291971801. مؤرشف من الأصل في 2022-05-15.